# Lycosa connexa
Lycosa connexa este o specie de păianjeni din genul Lycosa, familia Lycosidae, descrisă de Roewer, 1960. Conform Catalogue of Life specia Lycosa connexa nu are subspecii cunoscute.